# Bettrum
Bettrum ist ein Ortsteil der Gemeinde Söhlde im Landkreis Hildesheim in Niedersachsen.

## Geographie
Bettrum ist, beginnend im Norden und dem Uhrzeigersinn folgend, von den Dörfern Hoheneggelsen, Klein Himstedt, Berel, Nettlingen, Dingelbe und Feldbergen umgeben. Südlich Bettrums liegt in Richtung Nettlingen der Höhenzug Vorholz. Naturräumlich liegt Bettrum in der Ilseder Börde, die je nach Definition oft auch zur Hildesheimer Börde gerechnet wird. Dementsprechend ist das Dorf weiträumig von landwirtschaftlicher Nutzfläche umgeben.

## Geschichte

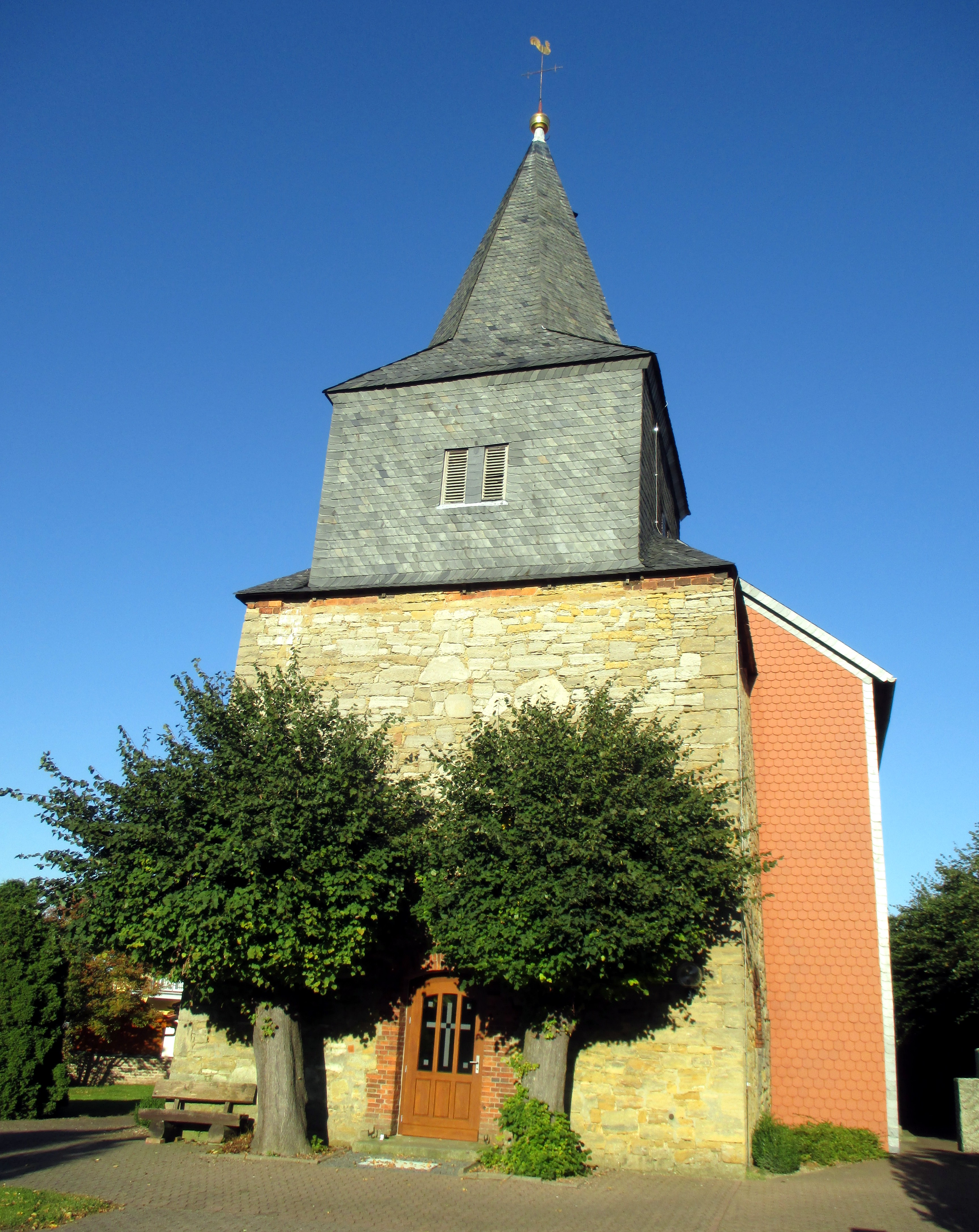
Martinskirche

Bettrum wird erstmals in einem Einnahmeregister des Dompropstes Johann aus den Jahren 1277 bis 1286 erwähnt. Dort findet sich die Bezeichnung en betten rum. Später trägt der Ort die Namen Betthenem (1317), Bettenum (1325), Bettelem (1412) und Bettrem (1542). Die Herkunft des Ortsnamens ist ungeklärt. Laut einer lokalen Sage soll ein Zimmermann beim Bau des Dachstuhls der Kirche aufgrund eines schiefen Sparrens „en betten rum“ gerufen haben. Diese Erklärung des Ortsnamens findet sich auch im Wappen wieder.
Am 1. März 1974 wurde aus Bettrum zusammen mit den Gemeinden Feldbergen, Groß Himstedt, Hoheneggelsen, Klein Himstedt, Mölme, Nettlingen, Söhlde und Steinbrück die neue Gemeinde Söhlde gebildet. Bereits von 1821 bis 1866 waren diese Dörfer Teil des Amtes Steinbrück, während sie von 1885 bis 1974 zum Kreis Marienburg gehörten, der schließlich im Landkreis Hildesheim aufging.
Das heutige Ortsbild wird durch die Martinskirche, das Dorfgemeinschaftshaus und die Jugendscheune Heinrich Dammann geprägt.

## Einwohnerentwicklung
| Bettrum – Bevölkerungsentwicklung seit 2012 | Bettrum – Bevölkerungsentwicklung seit 2012 | Bettrum – Bevölkerungsentwicklung seit 2012                                                                           |
| Jahr                                        | Einwohner                                   | Entwicklung |
| ------------------------------------------- | ------------------------------------------- | --- |
| 2012                                        | 789                                         | Hier fehlt eine Grafik, die leider im Moment aus technischen Gründen nicht angezeigt werden kann. Wir arbeiten daran! |
| 1. Sep. 2015                                | 788                                         | Hier fehlt eine Grafik, die leider im Moment aus technischen Gründen nicht angezeigt werden kann. Wir arbeiten daran! |
| 1. Sep. 2016                                | 760                                         | Hier fehlt eine Grafik, die leider im Moment aus technischen Gründen nicht angezeigt werden kann. Wir arbeiten daran! |
| 31. Dez. 2017                               | 758                                         | Hier fehlt eine Grafik, die leider im Moment aus technischen Gründen nicht angezeigt werden kann. Wir arbeiten daran! |
| 31. Dez. 2018                               | 748                                         | Hier fehlt eine Grafik, die leider im Moment aus technischen Gründen nicht angezeigt werden kann. Wir arbeiten daran! |

## Politik

### Wappen
Das Wappen zeigt auf rotem Grund einen hellbraunen Sparren des Dachstuhls der Dorfkirche, darunter eine Rose, die an das Rittergeschlecht von Saldern erinnert.

### Ortsrat
Der Ortsrat setzt sich aus fünf Ratsfrauen und Ratsherren zusammen. Nach der Kommunalwahl am 11. September 2016 ergab sich die folgende Sitzverteilung (in Klammern Veränderung zur Wahl 2011):
- SPD 3 Sitze (+1)
- Unabhängige Wählergemeinschaft Söhlde 1 Sitz (−1)
- CDU 1 Sitz (±0)

### Ortsbürgermeister
Ortsbürgermeister ist Michael Grajetzky (SPD).

## Verkehrsanbindung
Über die Bundesstraße 444 ist Bettrum an die umliegenden Dörfer Nettlingen, Hoheneggelsen und Grasdorf sowie an die Bundesstraße 6, die Bundesautobahn 2 und Peine angebunden. Daneben verläuft die Landesstraße 475 ebenfalls durch den Ort. Sie verbindet Dingelbe im Westen mit Klein Himstedt, Groß Himstedt und Söhlde im Osten.
Der nächste Bahnhof liegt zwischen Groß Himstedt und Hoheneggelsen an der Bahnstrecke Hildesheim–Braunschweig.

## Persönlichkeiten
- Klaus Endruweit (1913–1994), Arzt in der NS-Tötungsanstalt Sonnenstein in Pirna, nach dem Krieg Arzt in Bettrum